# Highland megye (Virginia)
Highland megye az Amerikai Egyesült Államokban, azon belül Virginia államban található. Megyeszékhelye és legnagyobb városa Monterey. Lakosainak száma 2232 fő (2020. április 1.). Highland megye Pendleton, Pocahontas, Bath és Augusta megyékkel határos.

## Népesség
A megye népességének változása:
| Lakosok száma | 2293 | 2272 | 2236 | 2215 | 2214 | 2232 |
|               | 2010 | 2011 | 2012 | 2013 | 2015 | 2020 |